# Dafydd Rhys Williams
Pour les articles homonymes, voir Williams.
Dafydd Rhys Williams est un astronaute canadien né le 16 mai 1954 à Saskatoon.

## Biographie
Après avoir une carrière médicale, il travaille à l'Agence spatiale canadienne depuis 1992. Il est marié à Cathy Fraser de Pointe-Claire Québec. Il a un garçon et une fille.

## Vols réalisés
Il effectue un vol le 17 avril 1998, à bord de la mission Columbia STS-90, en tant que spécialiste de charge utile.
En 2007, il participe au vol STS-118 destiné à l'assemblage de la station spatiale internationale.